# 어리고 아리고 여려서
《어리고 아리고 여려서》(青くて痛くて脆い 아오쿠테이타쿠테모로이[*])는 스미노 요루의 장편 청춘 소설이다. 소설지 “문예 카도카와”(文芸カドカワ)(KADOKAWA) 2017년 4월호부터 2018년 1월호까지 연재됐으며, KADOKAWA에서 2018년 3월 2일에 출간됐다. 
2020년 7월, 양윤옥 옮김의 한국어 번역본이 소미미디어를 통해서 대한민국에서 출간됐다. 
요시자와 료와 스기사키 하나 주연으로 영화화됐으며, 2020년 8월 28일에 개봉됐다. 

## 개요
스미노 요루의 다섯 번째 소설이며, 2018년 3월 12일자 오리콘 주간 BOOK 차트 문예서의 부문에서 1위를 차지했다. 스미노 요루는 “‘췌장’으로 감동해준 모든 사람들의 마음을 이 책으로 다시 칠하고 싶다”(『膵臓』で感動してくれた全ての人たちの心を、 この本で塗り替えたい)라고 말하고 있다. 
2019년 1월, honto가 집계한 ‘2018년 20세가 많이 읽은 소설 랭킹’(2018年二十歳（ハタチ）が一番読んだ小説ランキング)에서 1위를 차지했다. 수상에 대해서 작가 스미노 요루는 “대학생을 주제로 쓴 책 작품이 같은 연대에게 읽혀져서 정말 기쁩니다. 후스이씨의 멋진 일러스트와 함께 즐겨주신다면 행보할 것 같습니다”(大学生を題材に書いた本作品が同年代に読まれてとても嬉しいです。ふすいさんの素敵なイラストとともに楽しんでたいだけたら幸いです)라고 말했다. 2020년 8월 기준으로 누계 발행부수는 50만 부를 돌파하고 있다. 
BLUE ENCOUNT의 ‘좀 더 빛을’(もっと光を)이 소설 테마곡으로 특설 사이트 등에서 사용되고 있다. BLUE ENCOUNT의 팬이었던 저자의 스미노 요루가 ‘좀 더 빛을’의 가사가 이야기의 취지에 딱 맞는다는 등으로부터 의뢰해서 실현했다. 작자 인터뷰에서 “처음으로 캐릭터들을 예능인으로 적용시켜봤다”(初めてキャラクターたちを芸能人に当てはめてみた)라며 극중에 등장하는 인물에 대해서 생각한 예능인의 이름이 밝혀졌다. 

## 줄거리
대학교 1학년이 되고 두 번째 주의 월요일에 다바타 가에데는 아키요시 히사노를 만난다. 히사노는 대학교 수업 중에 아이와 같은 이상론을 발표하기 때문에 주변으로부터 가까이하지 않았다. 누군가의 의견에 반하는 의견을 할 수 있을 뿐 말로 하지 않은 것을 신조로 했던 가에데는 히사노를 받아들이게 된다. 히사노는 아리고 유치한 자신의 이상을 추구하고 있었다. 그런 히사노가 만족하는 동아리는 좀처럼 찾을 수 없었다. 그런 때에 가에데는 부주의하게 스스로 동아리를 만들면 어떻냐는 발언을 하게 되며, 히사노와 동아리 ‘모아이’(モアイ)를 만든다. ‘모아이’는 눈에 띄는 게 싫은 가에데의 의견을 받아들여서 몰래 납득할 수 있는 방법으로 비밀결사대와 같은 형태로 설립됐다. ‘모아이’의 이름은 목적이나 용도, 정의가 해매하는 것에서 가에데가 그 때 입고 있던 모아이 티셔츠에서 착안했다. 대학교 4학년 기준으로 히사노와 교류가 사리지며 가에데는 ‘모아이’로부터 탈퇴했다. 둘의 비밀결사와 같은 존재로 설립된 모아이가 서서히 규모가 커지게 되며 50명의 큰 규모의 동아리까지 성장하고 있었다. 히사노는 “미래에 세계가 바뀔지도 몰라”(明日世界が変わるかもしれない), “미래에 모두가 총을 내리는 이유가 있다면 전쟁은 끝날 것이다”(明日全員が銃を下す理由があれば、戦争は終わる)라는 등의 이상에 불타서 설립했으며, 작은 자원봉사나 피해지원 활동을 할 정도였던 ‘모아이’는 바뀌고 학생의 취업 활동 지원을 메인으로 하는 동아리로 변모하고 있었다. 가에데는 그 때 히사노가 남아 있던 끝에 지금이 있기 때문에 결국 히사노는 거짓말이라고 생각했다. 그리고, 히사노의 거짓말을 진실로 하기 위해서 지금의 ‘모아이’를 무너뜨리겠다고 결의한다. 가에데는 아르바이트 친구 도스케와 함께 ‘모아이’의 스캔들을 찾으며 ‘모아이’를 짓누르기 위해서 모아이에 다가간다. 그 후, ‘모아이’의 스캔들을 가지고 그것을 인터넷에 흘려서 ‘모아이’는 대학에서 처분당하게 됐다. ‘모아이’의 부원 설명회의 날, 리더인 히어로와 만난다. “이루고 싶은 것에 도달하기 위해서는 노력과 수단이 필요하며, 시간이 지나면 변화하는 것은 당연하다. 변하지 않는 것이 좋고, 변하는 것이 나쁘다는 것은 있을 수 없다”(叶えたいものに辿り着くためには努力と手段がいる、時間が立てば変化することは当たり前。変わらないものが偉くて、変わるものが悪いなんてことはあるわけない)라며 호소하는 히어로에 대해서 가에데는 “바라는 힘을 믿고 싶지 않다면 그거은 이제 이상적이지 않다”(願う力を信じなくなったらそれはもう理想ではない)라며 부정한다. 그리고, “너와 만나지 않는 쪽이 행복했다”(お前と出会わない方が幸せだった)라는 말을 던졌으며, 그 곳을 뒤로 한다. 그 말은 히사노에게 큰 상처를 줬으며, 설명회에서 히사노는 돌연 ‘모아이’의 해산을 선언한다. 그리고, “이상을 믿아왔지만, 저는 상처받아와버린 사람을 무시할 수는 없습니다”(理想を信じてきたけれど、私は傷つけてきてしまった人のことを無視することはできません)라고 이어말한다. 지금까지의 분노가 후회되고 부끄럽게 변해가는 것을 느껴 간다. 그때까지 스스로가 상처받았다고밖에 느끼지 않았다. 히사노를 기억에 있던 형태로 결정한 존재, 상처 받지 않은 존재라고 생각했던 것을 깨닫는다. 그리고, 히사노를 상처주고 싶지 않았다는 것을 깨닫고 격하게 후회했다. 그 후, 와키사키의 힘을 빌려 예전의 자신이 그랬던 거처럼 ‘모아이’를 거처로 느끼고 있는 사람들을 위해서 동분서주한다. 회사인이 되고나서 리사와 그의 친구들이 창설한 ‘모아이’의 후계 단체의 교류회에 가에데가 참가한다. 그 단체는 ‘성장’을 테마로 하고 있었다. 학생으로부터 “학생 시절에 성장한 일을 가르쳐주세요”(学生時代に成長した出来事を教えてください)라는 질문을 받고 “소중한 사람을 상처준 것”(大事な人を傷つけたこと)이라고 말한다. 그 때 시선을 위로 올려보니 히사노가 눈에 들어왔다. 휴식 시간에 히사노를 찼었다. 히사노는 홀에서부터 걸어나와  가로수길을 걷고 있었던 것이었다. 가에데는 그 뒷모습을 쫓았다. 가에데는 모든 자신의 행동이 상대를 불쾌하게할 가능성을 느끼며, 상처를 주고 싶지 않고 무섭다고 느낀다. 하지만, 실수한 자신, 약했던 자신, 그것을 받아들이는 지금의 자신, 히사노 덕에 그러한 자신이 됐다. 그래도 역시 자신은 바뀌지 않아서 무섭지만 무시받아도 되고 거절당해도 된다. 그 때는, “한 번 더 확실이 상처받자”(もう一度ちゃんと傷つけ)라고 생각한다.

## 등장 인물
다바타 가에데 (일본어: 田端 楓 타바타 카에데[*]) 
상학부에 다니는 대학생이다. 18세까지 “사람에게 부주의하게 가까이하지 않을 것”(人に不用意に近づかない事), “누군가의 의견에 반하는 의견을 할 수 있을 뿐 말로 하지 않을 것”(誰かの意見に反する意見をできるだけ口にしない事)의 두 가지를 신조로 하고 있다. 모아이의 설립에 참가했지만, 모아이가 이상과 달라졌다고 느끼며, 모아이를 탈퇴했다. 권력 투쟁에 진 듯한 것이라고 생각하고 있다. 대학교 4학년이 됐을 때에 1학년 때에 히사노와 설립했을 때의 이상적 모아이를 되돌리기 위해서 모아이를 무너뜨려서 재생시키자고 결의한다. 그 수단으로 모아이의 스캔들을 찾는다.
아키요시 히사노 (일본어: 秋好 寿乃) 
이바라키현 출신이며 정치 경제학부에 다니는 대학생이다. 고등학교에서는 축구부였다. 대학교 입학 시의 신조는 “되고 싶은 자신이 되자”(なりたい自分になる)이다. 동아래 ‘모아이’의 리더이다. 모두를 행복하게 하려고 하는 이상은 마지막까지 일관하고 있었지만, 동아리 멤버의 이상론적인 제안을 “현실적으로 어렵다”(現実的に難しい)라며 기각하는 등 서서히 현실 사회에 맞추어서 이상을 추구하는 상황으로 바뀌고 있었다.
도스케 (일본어: 董介 토스케[*]) 
가에데의 아르바이트 친구이자 대학생이다. 의식 높은 계열의 학생이 모이는 ‘모아이’를 싫어해서 모아이를 무너뜨리는 것을 도우지만, 스파이로서 모아이를 잔입해서 모아이의 멤버들과 교류하는 것에 따라서 모아이를 무너뜨리는 것을 그만둔다. 대학교 졸업 후, 사회인이 되어서도 가에데와 교류를 한다.
폰짱 (일본어: ポンちゃん) 
에히메현 출신이다. 도스케의 제미나르 후배이다. 모아이의 유령 부원이다. 고등학생 때부터 사귀고 있는 남자친구가 있다. 본명은 혼다 아사미(本田朝美)이다.
가와하라 리사 (일본어: 川原理沙 카와하라 리사[*]) 
가에데의 드러그 스토어에서의 아르바이트 동료이다. 가에데가 4학년일 때에 1학년이다. 가에데는 양키 여대생(ヤンキー女子大生)이라고 불린다. 가에데에게 모아이의 내정을 찾기 위해서 권유받아 모아이에 들어가지만, 원래 자신에게 취해있는 사람들이 좋아서 그 후에는 적극적으로 모아이의 활동에 참가하게 된다. 4학년 때에 모아이의 후계 단체의 부장이 됐다. 자신의 생각은 항상 말로 하는 유형으로 도스케의 집에서 모여있을 때 폰에게 가에데는 왜 존댓말을 하냐는 말에 “사람과 사람의 거리는 일대일로 정해지는 것”(人と人の距離は1対1で決めるもの)이라고 성냈다.
텐 (일본어: テン/天野) 
모아이의 간부이다. 이벤트에서는 사회자를 맡는다. 싸꾸려같이 화려하지만 나쁘지 않은 놈이란 것을 도스케는 느끼고 모아이를 무너뜨리는 활동에서 도스케가 빠지는 원인이 된다.
와키사카 (일본어: 脇坂) 
모아이를 외부자로서 지원하며 모아이의 전개에 기여했다. 체념이라는 말이 꼭 닮은 표정을 하고 표표한 모습을 하고 있지만, 괜한 참견적인 면도 있으며 모든 것을 이해하고 후회한 가에데를 지원한다. 히사노와 연애 관계였던 적도 있었다.
다즈노키 미아 (일본어: 尋木ミア 타즈노키 미아[*]) 
모아이의 세 번째 멤버이다. 한겹으로 입술이 얕고 차가운 분위기를 걸치고 있다. 히사노가 히어로라고 불리는 계기를 만들었다. 대학교 4학년 경에는 모아이와 거리를 두고, 연구 유학으로 미국으로 갔다.

## 스핀오프 작품
《다양성 없이 여기에》(多様性なくてここに 타요세이나쿠테코코니[*])는 “어리고 아리고 여려서”의 스핀오브 작품이다. 스미노 요루의 작품이며, 다 빈치 2020년 9월호에 개재됐다. 모아이의 세번째 멤버인 미아의 시점으로 그려지고 있다. 

### 줄거리
미아는 모아이의 결성을 알고 동아리에 들어간다. 들어간 이유는 히사노에게 동경을 품은 것도 거처를 바랐던 것도 아닌, 자신과 같은 의견을 가진 사람과 지내본다면 사람의 마음은 썩어갈 것이라고 생각했기에 수업 중에 어린이 같은 이상론을 큰 목소리로 선보인 히사노가 만든 단체에 들어가보자고 생각했기 때문이다. 그렇기 때문에 히사노는 서툴렀다. 
가에데가 감기로 쉬었기 때문에 히사노와 둘이서 참가한 자원봉사 귀갓길에 미아는 히사노에게 “셋으로는 세계를 바꿀 수 없다, 목소리를 많은 사람에게 닿게 할 필요가 있다”(3人では世界を変えられない、声をたくさんの人に届かせる必要がある)라 말하며 지금까지 착실히 권유활동을 해오지 않았던 모아이의 방식에 대해서 이의를 제기한다. 그 날은 히사노는 생각을 보류하고 미아에 대해서 “만약 나나 가에데와 큰 싸움을 하게 되어도 모아이는 그만두지 않았으면 한다”(もし私や楓と大喧嘩をすることになってもモアイを辞めないでほしい)라며 부탁을 한다. 그로부터 시간이 지나고 미아는 그 약속을 지키며 히사노와 몇 번이고 이야기하고 마주쳤다. 보통의 친구로 불리는 관계보다 훨씬 진지하게 이야기했다. 그저, 마지막 순간까지 히사노와 한시라도 친구였는지 알 수 없었다. 최근, 그 날 느꼈던 공감도 동조도 하지 않는 마음의 연결을 떠올리며 미아는 자신은 히사노와 그저 함께 있는 것을 즐기는 친구가 되었다면이라고 생각했다고 느꼈다. 그 바람은 그 날 사라졌지만 얼마나 앞날이 될지 모르지만 만약 언젠가 ‘저쪽’에서 히사노와 만날 수가 있다면 거북해하지 않고 히사노에게 그 것을 전하고 싶다고 미아는 생각했다.

## 책 정보
- 青くて痛くて脆い(2018년 3월 2일, KADOKAWA, 978-4-04-105206-8）
- 青くて痛くて脆い(2020년 6월 12일, 角川文庫, 978-4-04-109015-2)
- 어리고 아리고 여려서(2020년 7월 1일, 소미미디어, 979-1-16-507732-7)

## 오디오 북
2019년 7월 26일부터 오토뱅크가 운영하는 오디오 북 스트리밍 서비스인 ‘audiobook.jp’에서 서비스를 시작했다. 

### 등장 인물
- 니시야마 코타로 : 다바타 가에데 역
- 하나모리 유미리 : 아키요시 히사노 역
- 나카지마 요시키 : 도스케 역
- 다자와 마스미 : 가와하라 역
- 타나카 미나미 : 폰짱 역
- 하타노 와타루 : 와키사카 역
- 사토 겐 : 텐 역
- 그 외 : 이노우에 켄이치, 코바야시 타카시, 아리즈미 아이리, 오다 카린, 타카야마 코, 하야세 마리카, 야마이시 사토미, 미즈호 유이카, 하야시바라 쇼타

## 영화
2020년 8월 28일에 개봉됐다. 감독은 카야마 슌스케이며 주연은 요시자와 료와 스기사키 하나이다. 개봉 첫 날인 8월 28일에 무대 인사가 도쿄 TOHO 시네마즈 롯폰기 힐스에서 개최됐으며, 전국 111개 극장에서 생중계됐다. 

### 등장인물
- 요시자와 료 : 다바타 가에데 역
- 스기사키 하나 : 아키요시 히사노 역
- 오카야마  아마네 : 마에카와 도스케(前川董介) 역[18]
- 마츠모토 호노카 : 혼다 아사미(本田朝美)(폰) 역[18]
- 시미즈 히로야 : 아마노 타쿠미(天野巧)(텐) 역[18]
- 모리 나나 : 니시야마 미즈키(西山瑞希) 역[18]
- 카야시마 미즈키 : 가와하라 리사 역[18]
- 미츠이시 켄 : 오하시(大橋) 역[18]
- 에모토 타스쿠 : 와키사카 역[18]

### 스태프
- 원작 : 스미노 요루 “어리고 아리고 여려서”(KADOKAWA 출간)
- 감독 : 카야마 슌스케
- 각본 : 스기하라 노리아키
- 음악 : 사카모토 슈이치
- 주제가 : BLUE ENCOUNT - ユメミグサ 유메미구사[*](Ki/oon Music)[19]
- 제작 : 사와 케이이치, 키쿠카와 타케시, 유미야 마사노리, 시모다 아츠유키, 군지 사토시
- 책임 프로듀서 : 이토 히비키
- 프로듀서 : 카와노 히데히로, 하라 키미오
- 라인 프로듀서 : 쿠마가이 유
- 촬영 : 하나무라 야스시
- 조명 : 시무라 아키히로
- 미술 : 카나카츠 히로카즈
- 장식 : 니시부치 코스케
- 녹음 : 토미타 카즈히코
- 음향효과 : 오카세 아키히코
- 편집 : 키무라 에츠코
- 의상 : 타카하시 사야카
- 헤어 메이크 : 사카이 무츠키
- VFX 슈퍼 바이저 : 히리타 세키야
- 스크립터 : 이와사 미키
- 감독 보조 : 리 소코쿠
- 조감독 : 쿠로다 켄스케
- 제작 담당 : 고토 이치로
- 모션 그래픽 디자인 : 쿠마모토 나오키
- 배급사 : 도호
- 제작사 : 트윈스 재팬
- 제작 간사 : 닛폰 TV 방송망
- 제작 지원 : 영화 “어리고 아리고 여려서” 제작위원회(닛폰 TV 방송망, 요미우리 TV 방송, JR 동일본 기획, 트윈스 재팬, KADOKAWA, 삿포로 TV 방송, 미야기 TV 방송, 시즈오카 제일 TV, 주쿄 TV 방송, 히로시마 TV 방송, 후쿠오카 방송)

### 수상
- 제42회 요코하마 영화제 최우수신인상(모리 나나, “라스트 레터” “461개의 도시락”과 함께）[20]